# Еміль Ларсен
Еміль Ларсен (дан. Emil Larsen, нар. 22 червня 1991, Копенгаген) — данський футболіст, півзахисник клубу «Люнгбю».
Виступав, зокрема, за клуби «Люнгбю» та «Оденсе», а також національну збірну Данії.

## Клубна кар'єра
Народився 22 червня 1991 року в місті Копенгаген. Вихованець футбольної школи клубу «Люнгбю». Дорослу футбольну кар'єру розпочав 2009 року в основній команді того ж клубу і у сезоні 2009/10 в Першому дивізіоні Данії став кращим бомбардиром свого клубу і допоміг клубу вийти в Суперлігу. Всього провів в команді три сезони, взявши участь у 83 матчах чемпіонату. Більшість часу, проведеного у складі «Люнгбю», був основним гравцем команди, проте не врятував команду від вильоту у 2012 році.
Своєю грою за цю команду привернув увагу представників тренерського штабу «Оденсе», до складу якого приєднався 9 липня 2012 року. Відіграв за команду з Оденсе наступні три з половиною сезони своєї ігрової кар'єри. Граючи у складі «Оденсе» також здебільшого виходив на поле в основному складі команди.
22 січня 2016 року перейшов у американський клуб «Коламбус Крю». Однак в команді не закріпився і вже 10 липня того ж року повернувся в Данія і підписав контракт з рідним «Люнгбю». Відтоді встиг відіграти за команду з Конгенс Люнгбю 2 матчі в національному чемпіонаті.

## Виступи за збірні
2006 року дебютував у складі юнацької збірної Данії, взяв участь у 38 іграх на юнацькому рівні, відзначившись 4 забитими голами.
З 2011 року залучався до складу молодіжної збірної Данії. Загалом на молодіжному рівні зіграв у 12 офіційних матчах, забив 4 голи.
14 листопада 2012 року дебютував в офіційних іграх у складі національної збірної Данії в товариському матчі проти збірної Туреччини (1:1). Наразі провів у формі головної команди країни 7 матчів.
2016 року у статусі одного з трьох гравців віком понад 23 роки захищав кольори олімпійської збірної Данії на Олімпійських іграх 2016 року у Ріо-де-Жанейро.